# ملحائية عصوية
الملحائية العصوية (الاسم العلمي: Halobacteriaceae) هي فصيلة من العتائق تتبع رتبة الملحائيات العصوية من طائفة الملحانية العصوية.

## أجناس
- ملحاء عصوية